# 未成魚
未成魚（みせいぎょ）とは魚類の成長過程における段階の一つを指す（稚魚の次の段階）。一般的に使われることが多い、幼魚（ようぎょ）や若魚（わかうお）はこれに含まれる。その種として見分けが付く程度に成長しているが、成魚とは紋様などの外見的特徴が異なることが多い。しかし種によっては大きさを除いた外見（色、模様、体形など）が、成魚とそれほど変わらないものもある。行動の様子や生理機能は成魚のそれに近づく。

## 定義
ウロコが形成されてから成熟するまでの期間を示す。成熟が完了すると成魚と呼ばれる段階に入る。

## 未成魚の形態

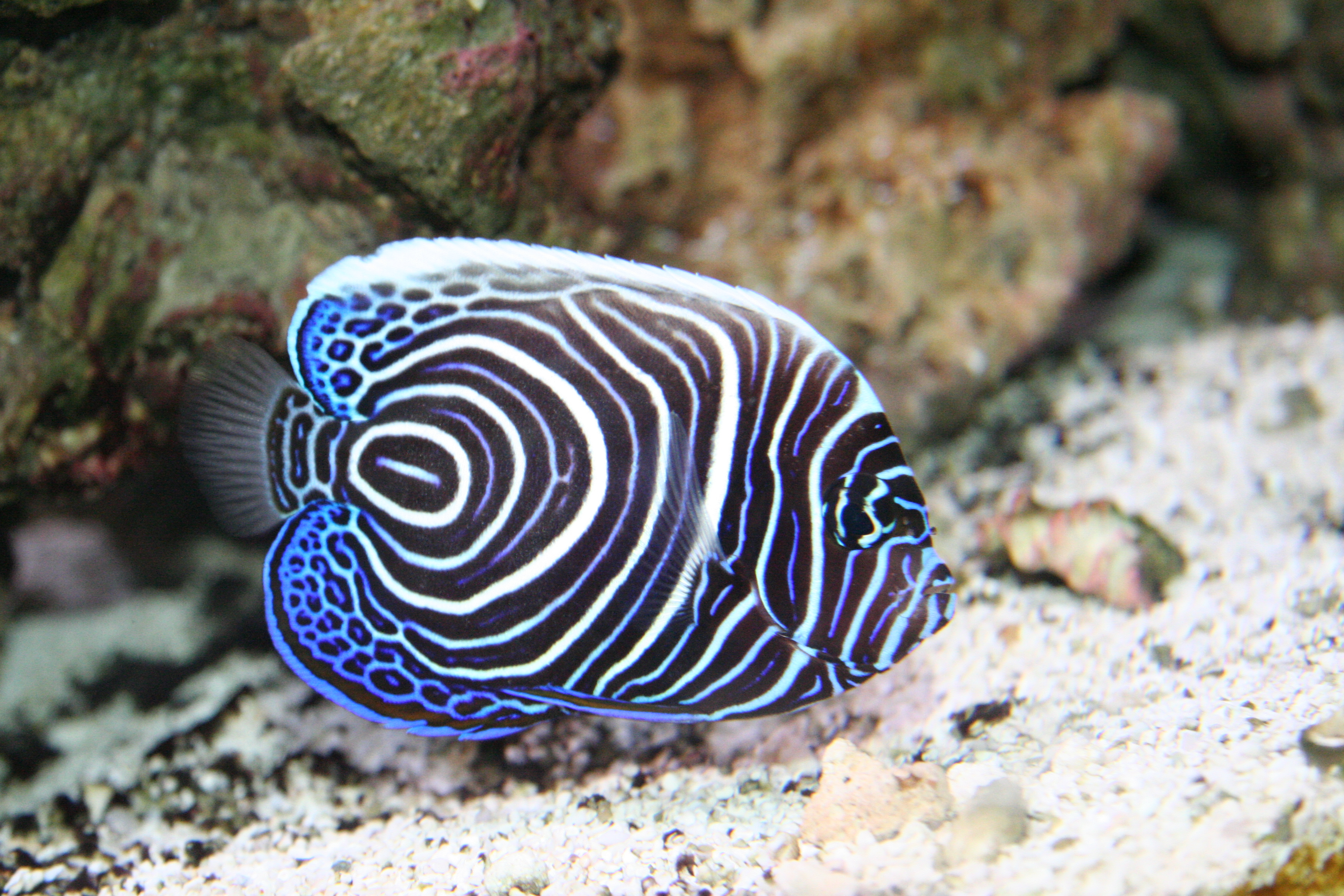
タテジマキンチャクダイの幼魚

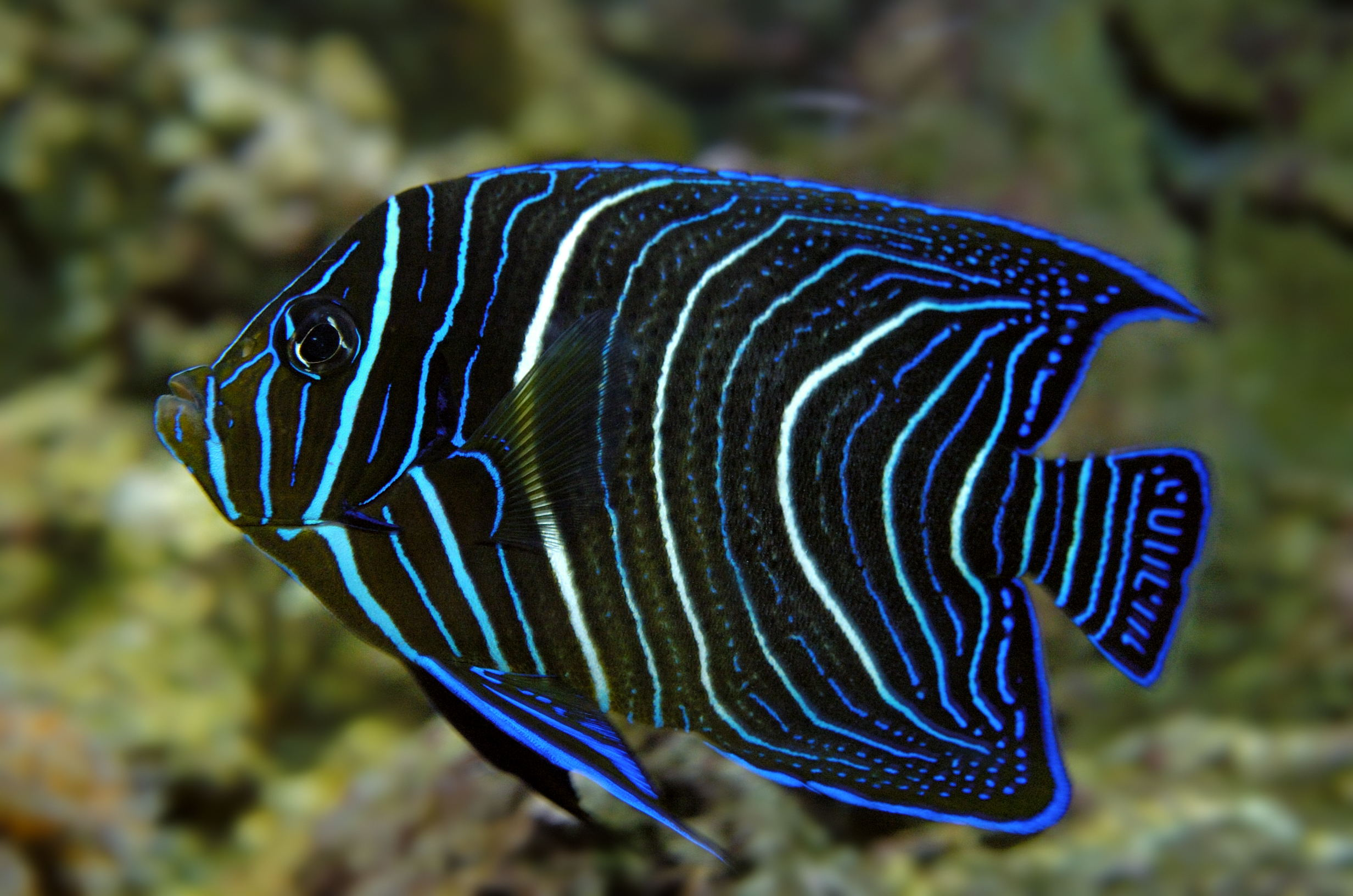
サザナミヤッコ属に含まれる一種の幼魚

未成魚の期間は成魚と比べ、同じ種とは思えないほど大きく外見が異なる種もある。これらの種は、成魚とは別種として扱われていたことさえあった。典型的な例としてはタテジマキンチャクダイやキンチャクダイなどが知られている。

## 未成魚の呼称について
多くの場合は成魚と同じ名称で呼ばれるが、出世魚と呼ばれる魚は成魚とは異なる名称が使われることがある。ブリ、ボラ、マイワシ、スズキ、コノシロなどがそれに当てはまる。ただし、コノシロはこれに含めないとする意見がある。